# Albert Gottschalk (Maler)

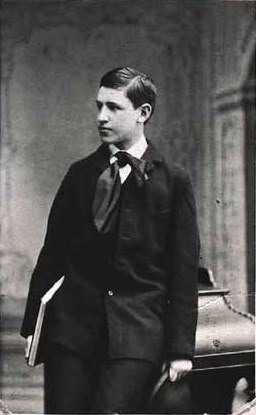
Albert Gottschalk, 1880er

Albert Gottschalk (* 3. Juli 1866 in Stege; † 13. Februar 1906 in Frederiksberg) war ein dänischer Maler.
Er wurde in Stege geboren, lebte aber später in Kopenhagen. Gottschalk hatte eine enge persönliche und künstlerische Verbindung mit den Dichtern Johannes Jørgensen, Viggo Stuckenberg und Sophus Claussen.
Inspiration für seine Werke fand er in der französischen Kunst und beim dänischen Maler P.S. Krøyer, der auch einige Zeit sein Lehrer war.
Der ambitiöse Gottschalk hatte große technische Fähigkeiten und arbeitete lange mit seinen Motiven in seinen Gedanken, bevor er sie malte. Er suchte die Motive in Dänemark und fand sie meistens in der Nähe von Kopenhagen. Seine Gemälde wirkten oft wie schnell ausgeführte Skizzen, was zur damaligen Zeit keine Anerkennung fand. Erst nachfolgende Generationen würdigten seine künstlerischen Fähigkeiten.

## Werke von Albert Gottschalk sind ausgestellt
- Statens Museum for Kunst, Kopenhagen, Dänemark
- Den Hirsprungske Samling, Kopenhagen, Dänemark